# Житомир (станція)
Житомир — вузлова станція 1-го класу Коростенської дирекції Південно-Західної залізниці. Розташована в обласному центрі Житомирської області.
Від станції відгалужуються лінії у 5 напрямках до станцій:
- Коростень (завдовжки 82 км) — одноколійна, збудована у 1915 році, неелектрифікована;
- Коростишів (27 км) — одноколійна, збудована у 1957 році, неелектрифікована.
- Фастів I (101 км) — одноколійна, збудована у 1936 році, електрифікована у 2011 році;
- Бердичів (50 км) — одноколійна, збудована у 1896 році, неелектрифікована;
- Звягель I (91 км) — одноколійна, збудована у 1936 році, неелектрифікована.

## Історія
Станція відкрита 1896 року, тоді ж було споруджено першу дерев'яну будівлю залізничного вокзалу. 11 липня 1896 року у напрямку станції Бердичів вирушив перший поїзд після урочистого відкриття першої вузькоколійної залізниці в Житомирі.

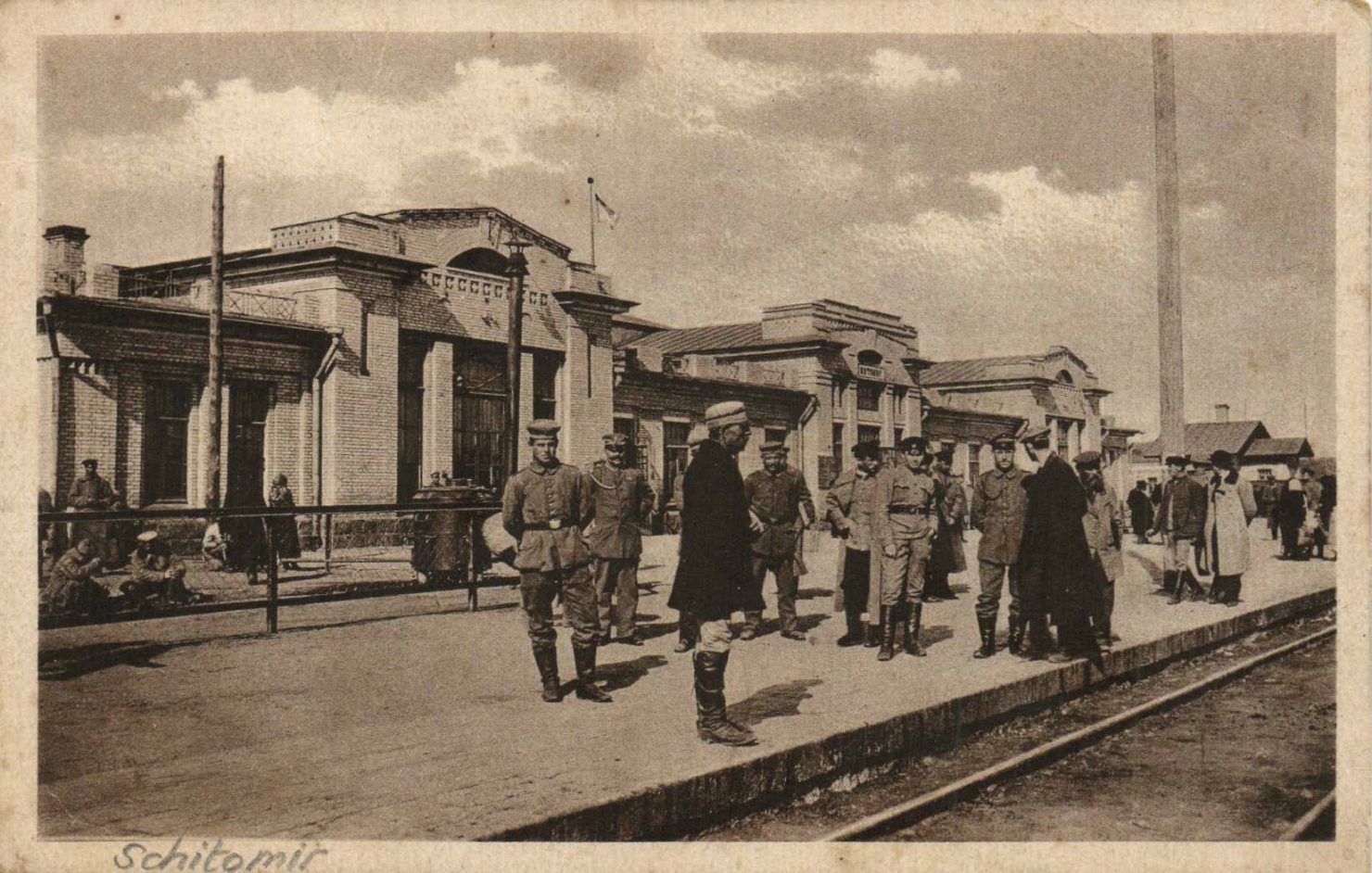
Вокзал станції Житомир (1918)

Протяжність першої залізничної лінії становила всього 50 км. У поїздах того часу була передбачена оригінальна система повідомлення пасажирами машиністу про потрібне місце зупинки. У кожному вагоні була протягнута мотузка, яка з'єднувала вагони і кабіну машиніста. Так для того, що б повідомити про своє бажання вийти, пасажирові потрібно було смикнути за мотузку і у машиніста лунав дзвінок. Схожа система оповіщення про зупинки успішно використовується і в наші дні. Так, наприклад, в маршрутних автобусах на острові Мальта ніхто не вигукує назву зупинки, а користуються послугами «мотузкового сповіщення».
Житомир тривалий час залишався периферійною станцією. У 1912 році імператор Микола II видав указ про будівництво ширококолійної залізниці Коростень — Житомир — Бердичів, яке тривало три роки. У 1914 році вузьку колію замінено широкою, а вже у 1915 році побудована залізнична лінія до Коростеня. Разом з новою залізничною лінією, у 1915 році в Житомирі споруджено і новий кам'яний вокзал, поряд зі старим дерев'яним, який був побудований ще у 1896 році. Новий вокзал проіснував практично у незмінному стані до 1971 року. У будівлі була проведена подальша реконструкція та нині в ній розміщується адміністрація станції Житомир.
У травні-червні 1918 року відбулися страйки пекарів та друкарів, а 17 липня 1918 року почався страйк залізничників Житомира.
Сучасна будівля вокзалу побудована 1971 року.

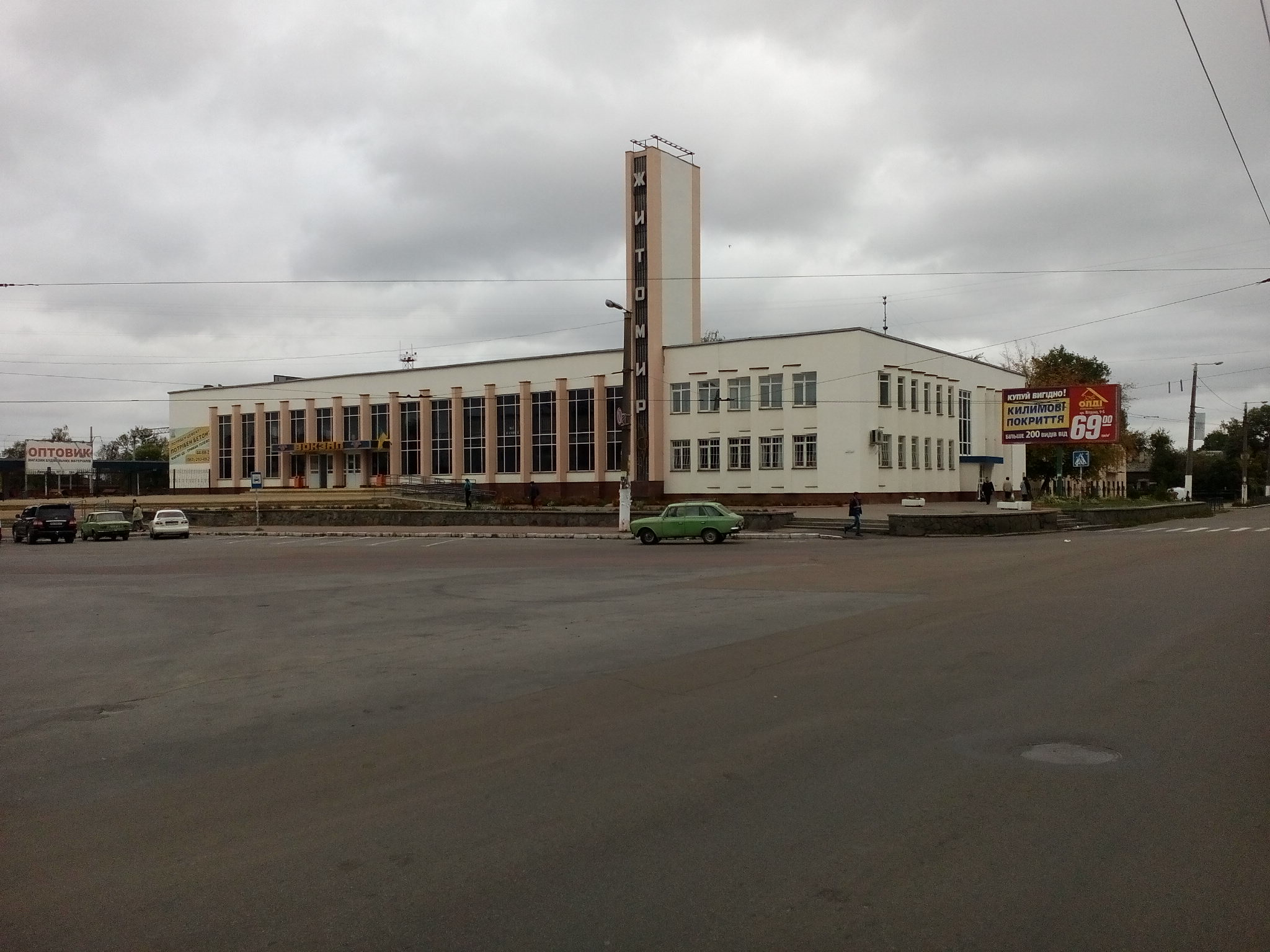
Сучасний вокзал станції Житомир
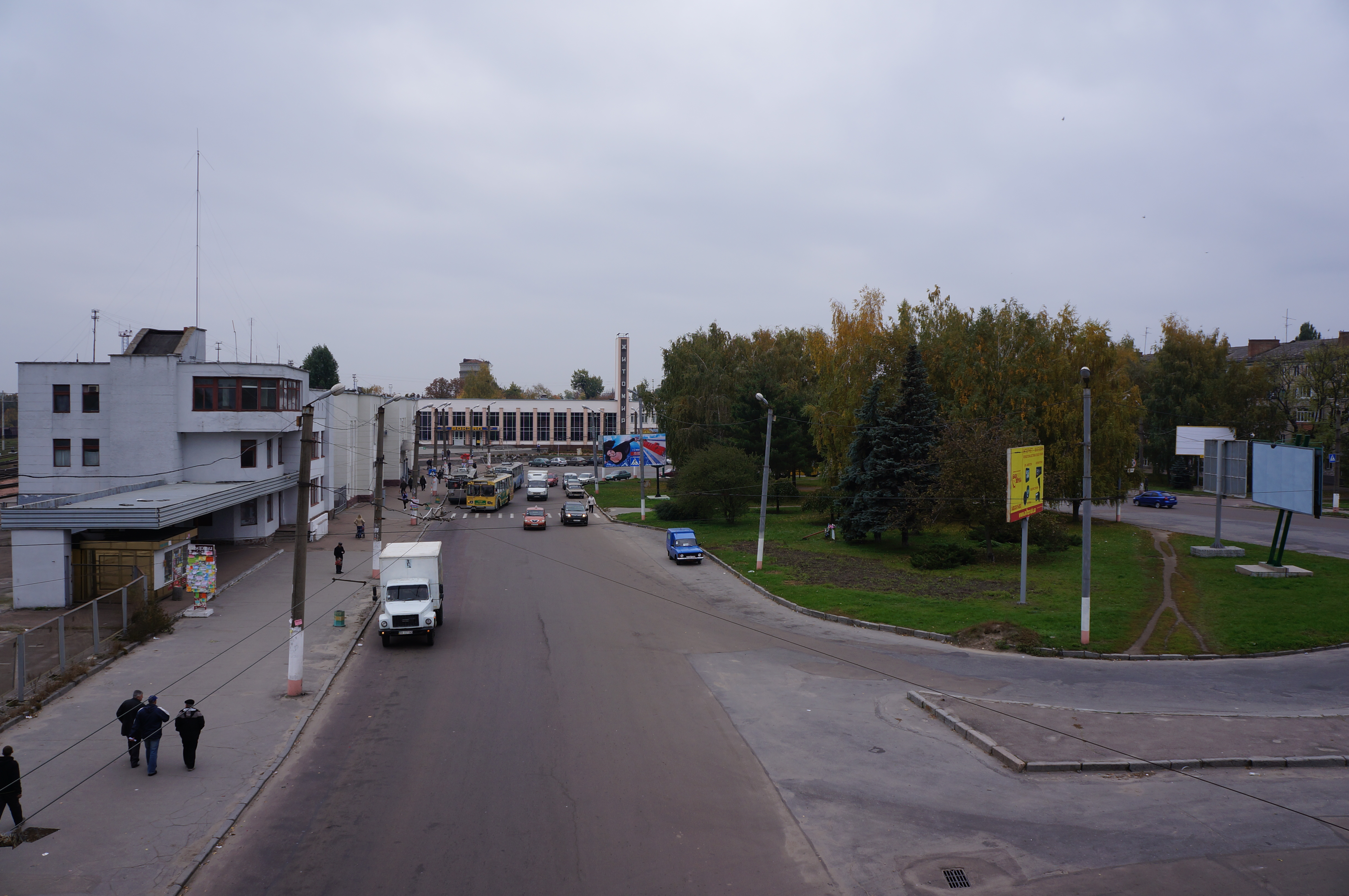
Привокзальний майдан

У 2010 році розпочаті роботи з електрифікації напрямку Фастів I — Житомир — Звягель I з метою перенаправлення цією лінією вантажних поїздів для розвантаження дільниці Фастів I — Козятин I.
23 серпня 2011 року відкрито рух електропоїздів за маршрутами Житомир — Фастів I — Київ-Пасажирський.
У вересні 2020 року заступник міністра фінансів Олександр Кава повідомив про перспективи електрифікацію лінії Житомир — Звягель I.

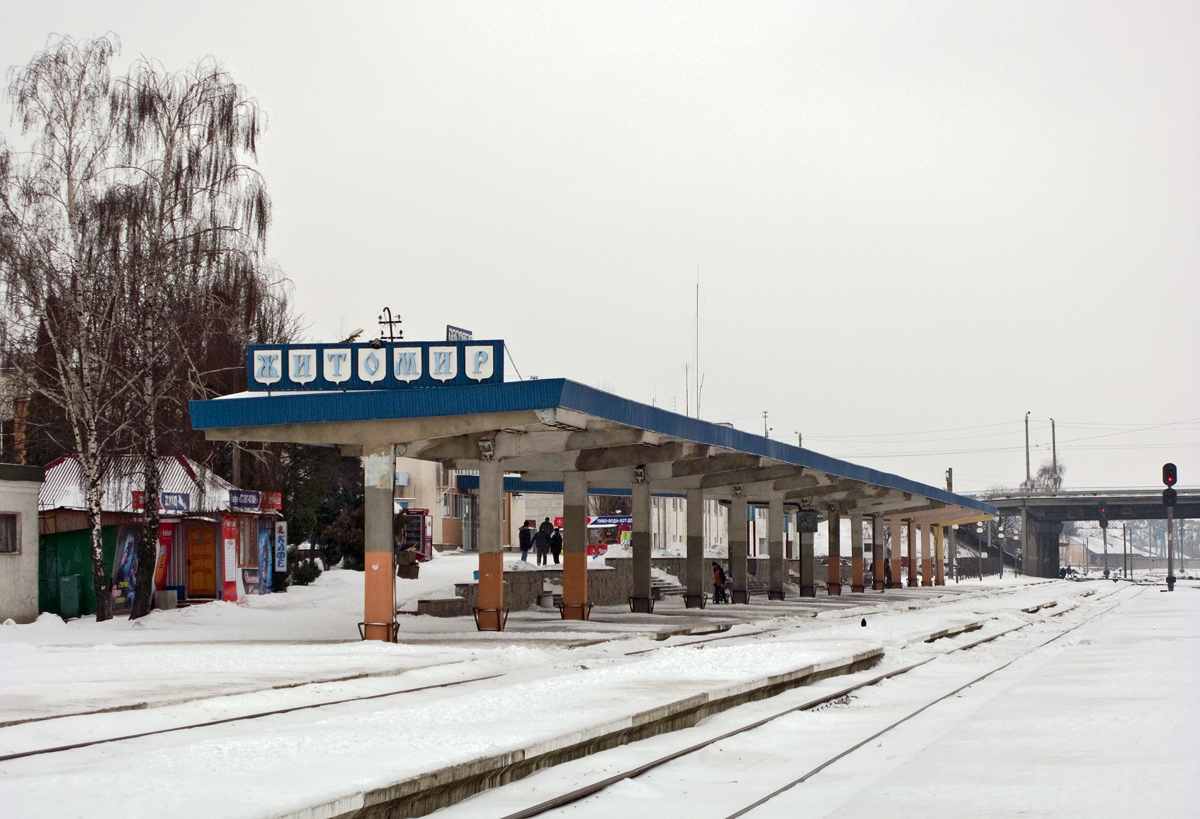
Платформи станції Житомир

З прийняттям Закону «Про Державний бюджет України на 2021 рік», цей історичний документ вперше враховував потреби перевізника у фінансуванні важливих проєктів з оновлення інфраструктури. Зокрема, зазначені кошти передбачено спрямувати на електрифікацію дільниці Житомир — Звягель I, завдяки чому будуть перенаправлені на цей напрямок поїзди під електротягою.

## Пасажирське сполучення
Приміське сполучення здійснюється у 5 напрямках:
Звягельський напрямок:
- приміські дизель-поїзди Житомир — Курне та Житомир — Звягель I.

Овруцький напрямок:
- приміські поїзди Житомир — Коростень (деякі з них після станції Коростень прямують на Овруч).

Коростишівський напрямок:
- дизель-поїзд Житомир — Коростишів по днях тижня.

Козятинський напрямок:
- дизель-поїзд Коростень — Козятин I;
- регіональний дизель-поїзд № 887/890 Коростень — Вінниця.

Фастівський напрямок:
- приміські електропоїзди Житомир — Фастів I;
- регіональний експрес Житомир — Фастів I — Київ.

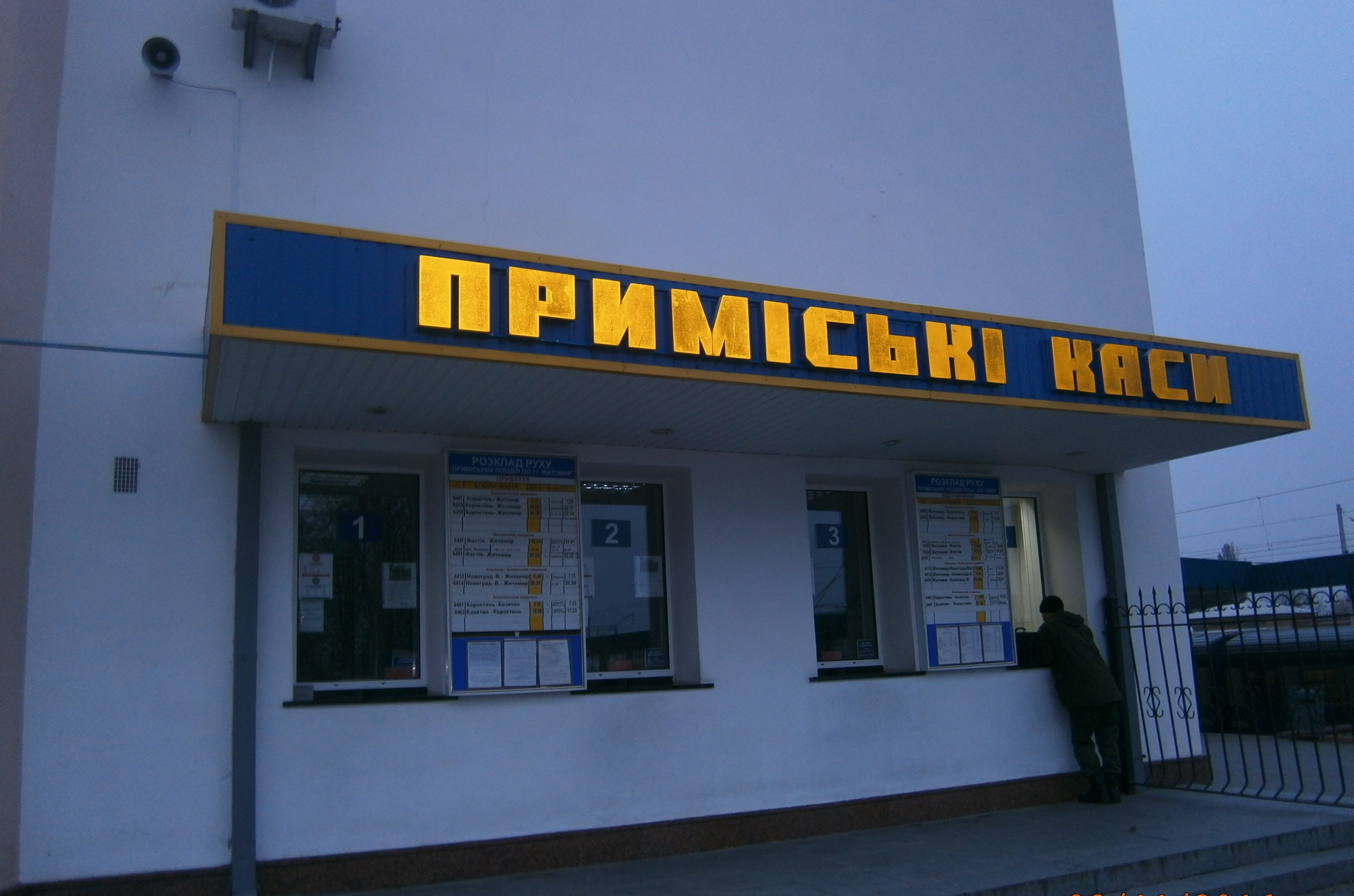
Приміські каси
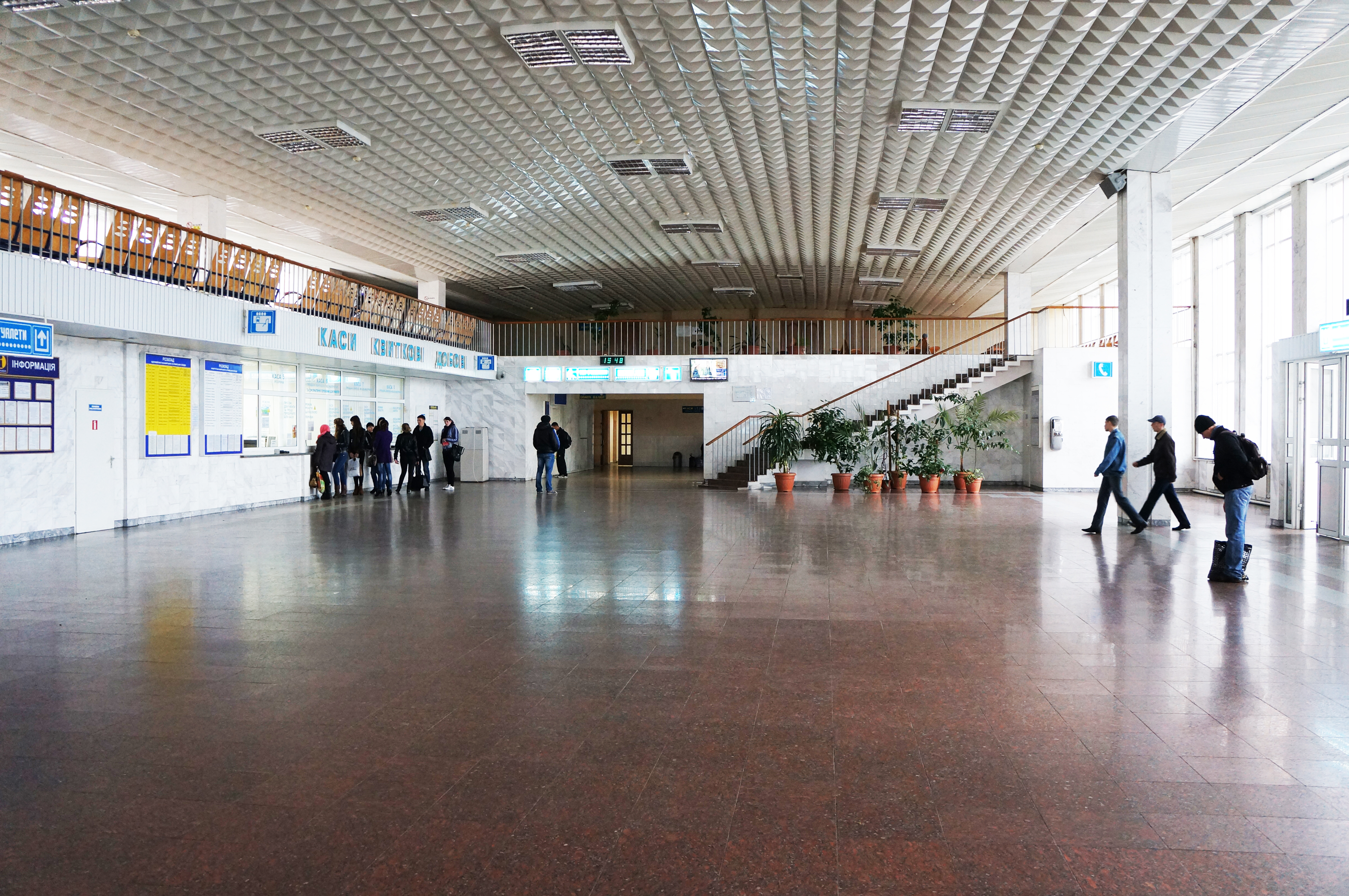
Касовий зал
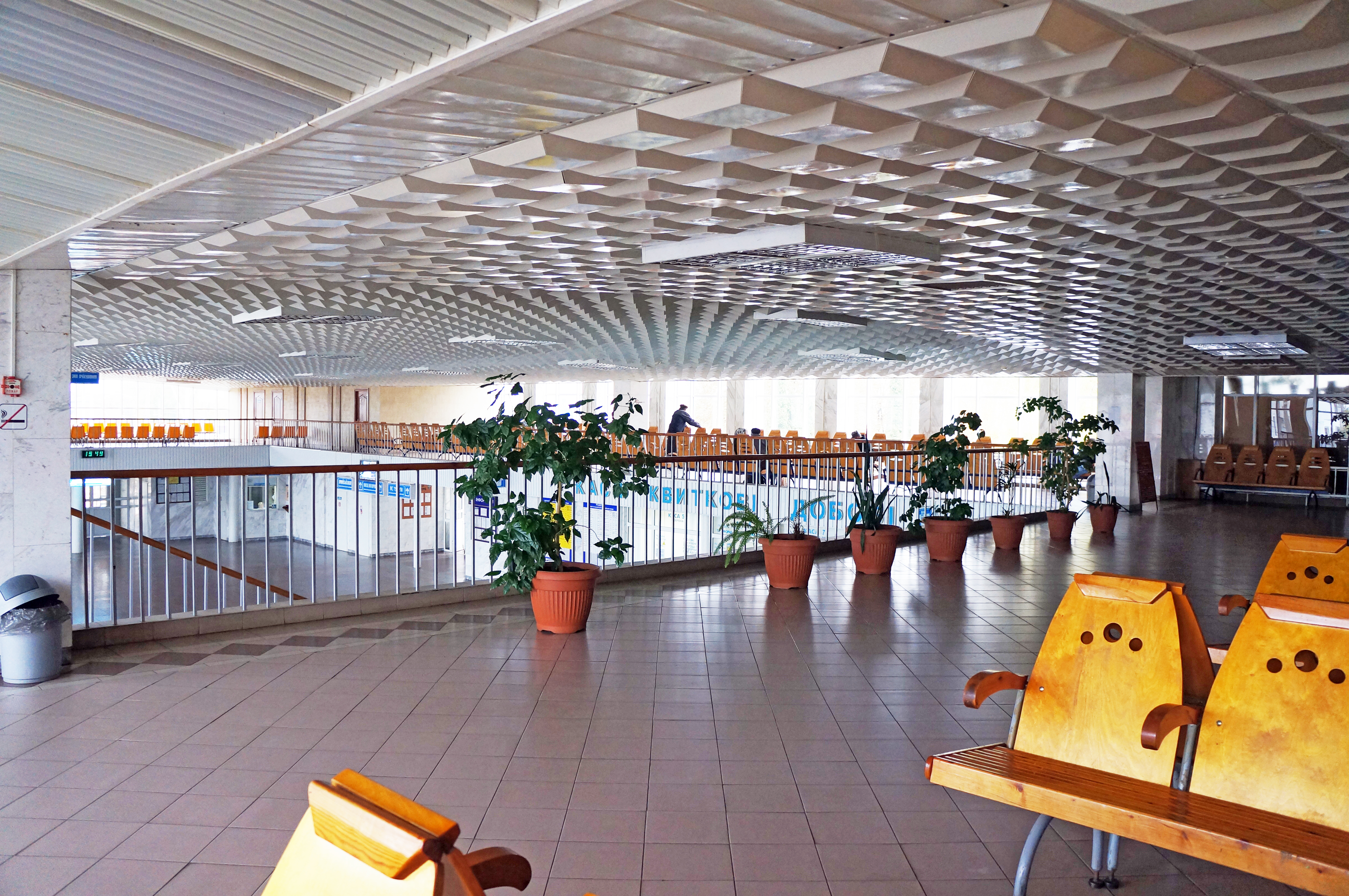
Зал чекання
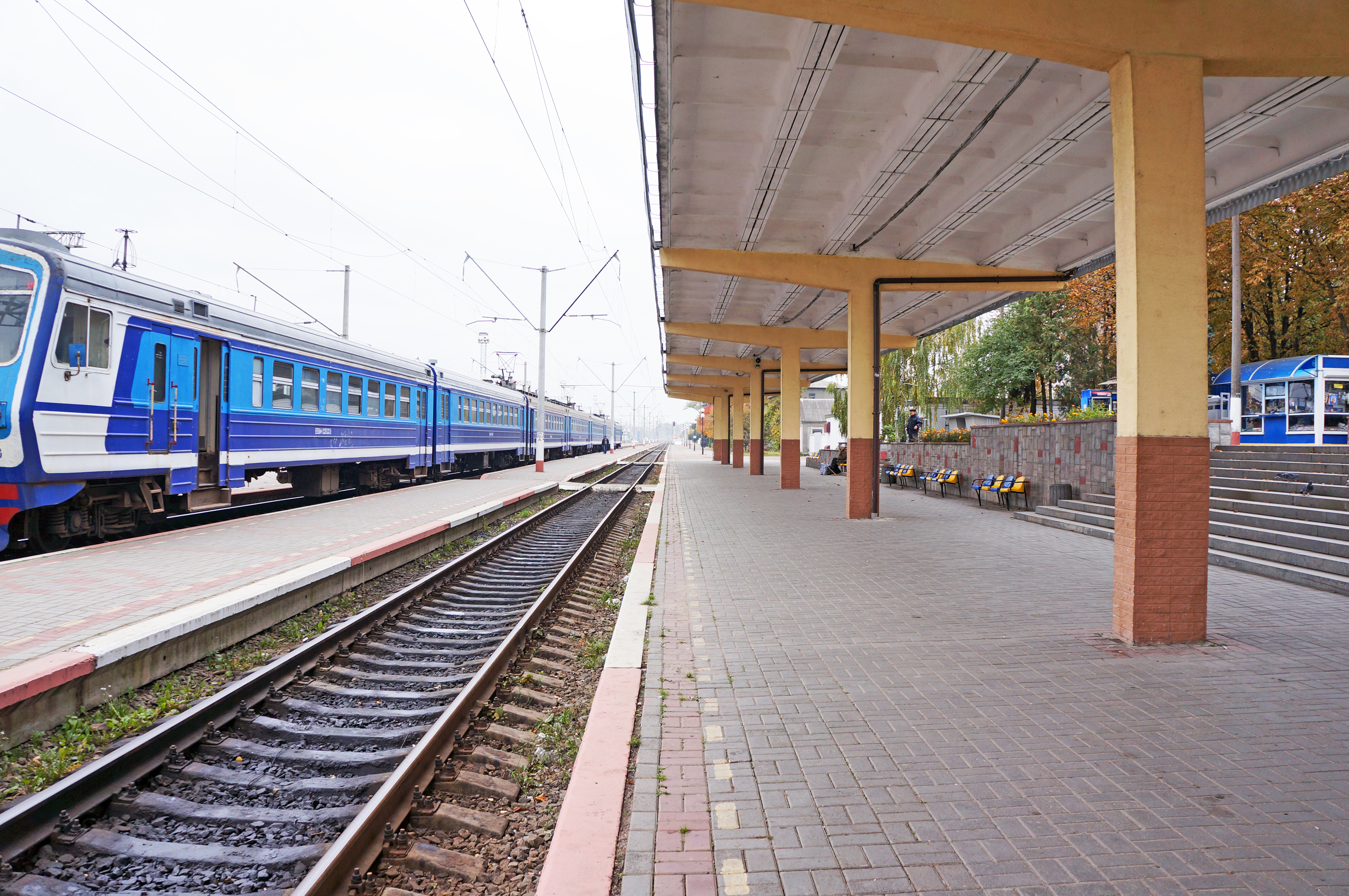
Приміський електропоїзд Житомир — Фастів I

З 27 червня 2025 року призначений регіональний експрес № 856/855 сполученням Житомир — Київ. Час в дорозі складає близько 2,5 годин, з можливістю підзарядити смартфон у дорозі, з якісними вбиральнями та достатнім місцем для багажу. Крім того, вартість проїзду на регіональний експрес майже у 2,5 рази дешевше ніж  автобусним сполученням. Поїзду встановлена на маршруті руху лише одна на станції Фастів I. На маршрут обслуговує модернізований електропоїзд з місцями для сидіння 3-го класу. По прибуттю на станцію Фастів мешканці Житомирщини мають можливість здійснити узгоджену пересадку на приміські електропоїзди у напрямку Білої Церкви та Миронівки, а у Києві здійснити пересадку на міжнародні поїзди до Будапешта та Перемишля.
'Далеке сполучення
У 2015 році був вперше призначений поїзд сполученням Житомир — Одеса на літній період.
31 березня 2019 року «Укрзалізниця» призначала поїзд № 247/248 сполученням Житомир — Одеса, влітку 2020 року прямого залізничного сполучення Житомира з Одесою не було, у 2021 році поїзд призначався на два місяці —  з 2 липня по 30 серпня.
Раніше через станцію Житомир курсували поїзди далекого сполучення:
- нічний швидкий поїзд Житомир — Одеса (курсував щоденно, з 31 березня 2019 року, нині скасований).
- нічний швидкий поїзд «Галичина» Львів — Бахмут (курсував щоденно, з 9 грудня 2018 року було змінено маршрут руху поїзда через станцію Житомир і продовжено від станції Київ-Пасажирський до станції Бахмут. Наразі тимчасово скасований через повномасштабне російське вторгнення в Україну)[8][9].
- пасажирський поїзд № 362/361 Кишинів — Санкт-Петербург (скасований у березні 2020 року).

Наразі через станцію прямує нічний швидкий поїзд № 113/114 сполученням Київ — Львів.
10 червня 2025 року повідомила пресслужба Укрзалізниці повідомила про продовження маршруту руху до Житомира на літній період поїзда № 147/148 сполученням Одеса — Київ. Подовження маршруту поїзда № 148/147 до поліського регіону надає можливість прямому залізничному сполученню пасажирів з Черкащиною та Одесою.

## Галерея

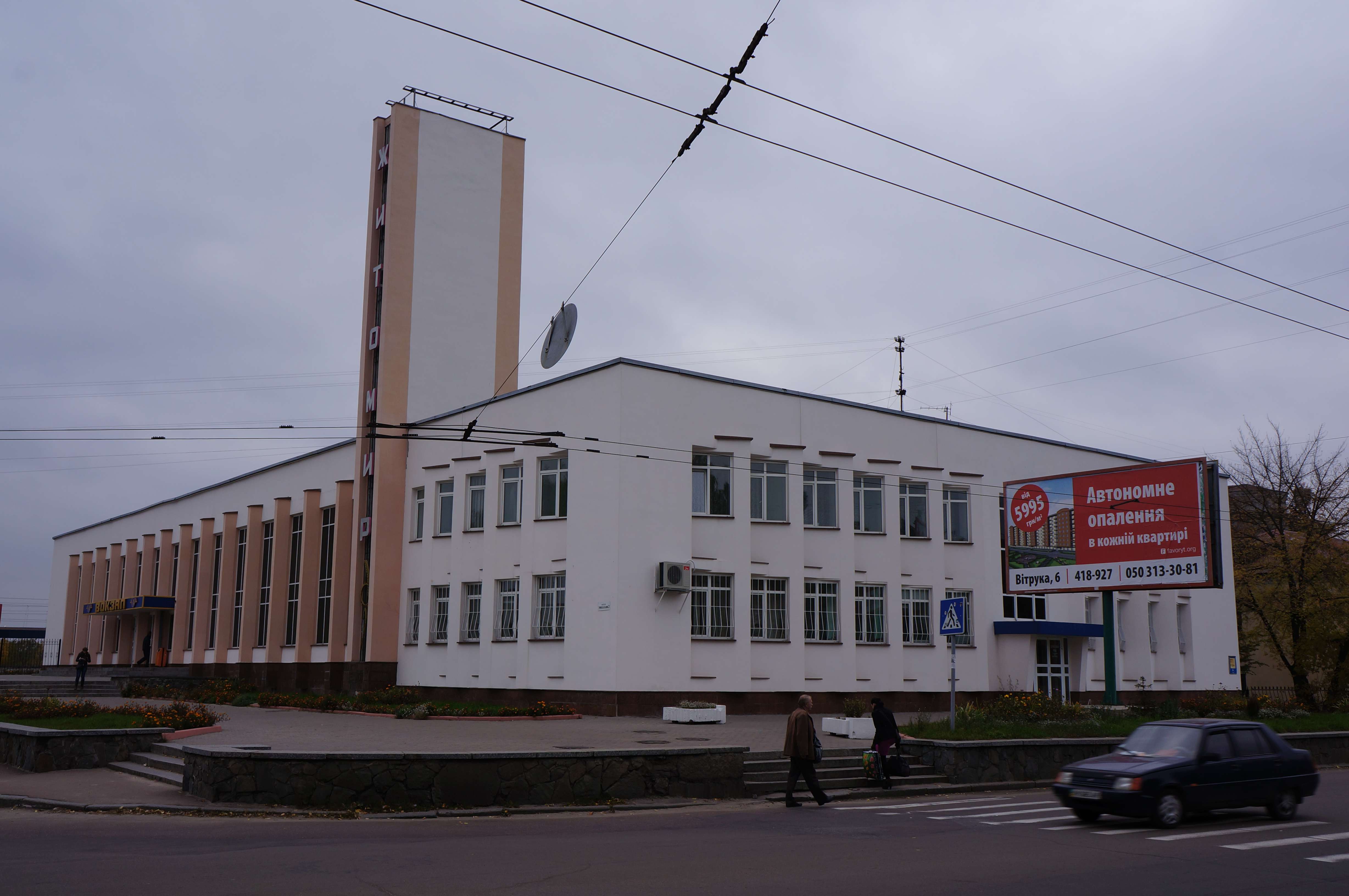
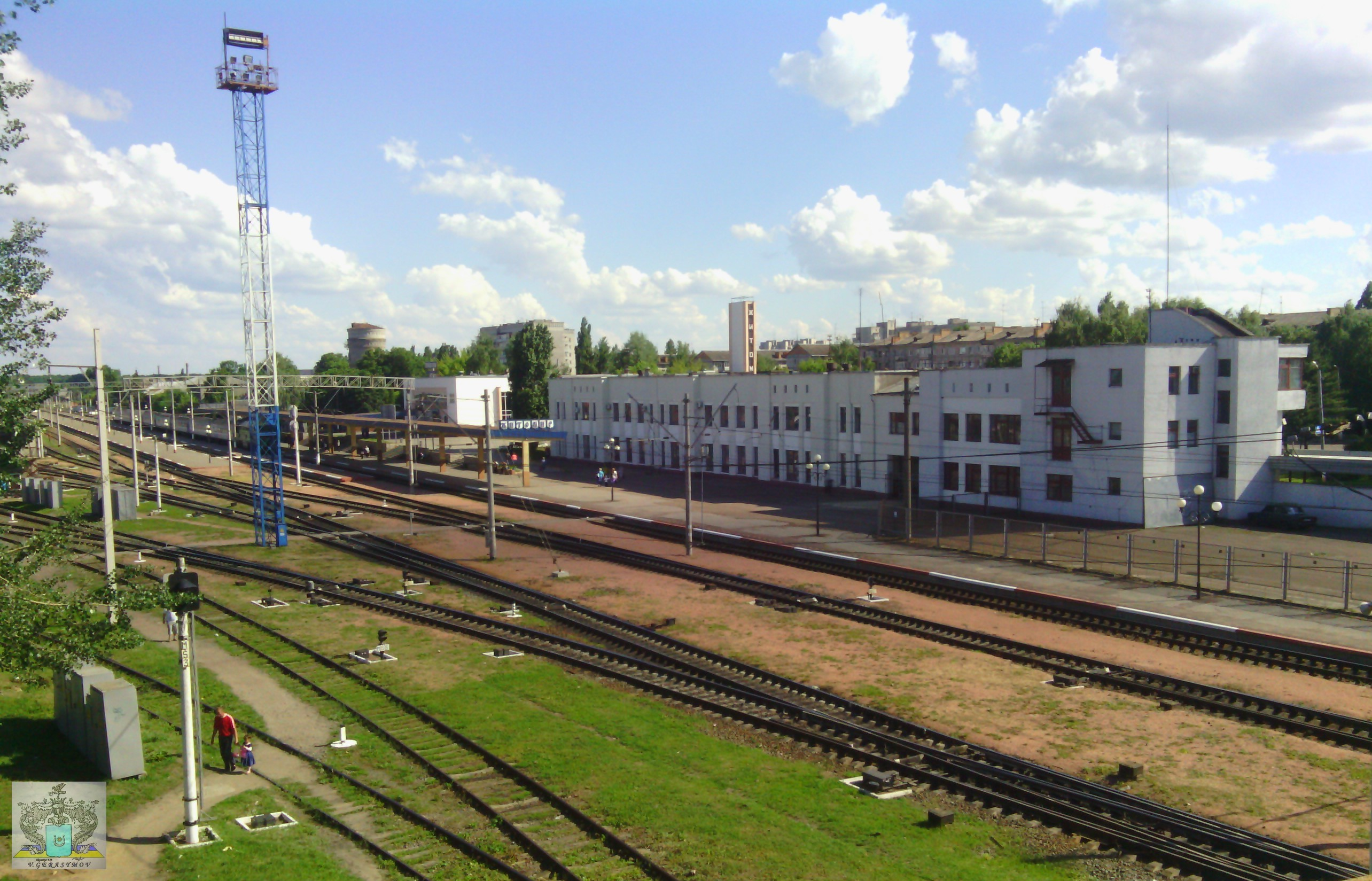
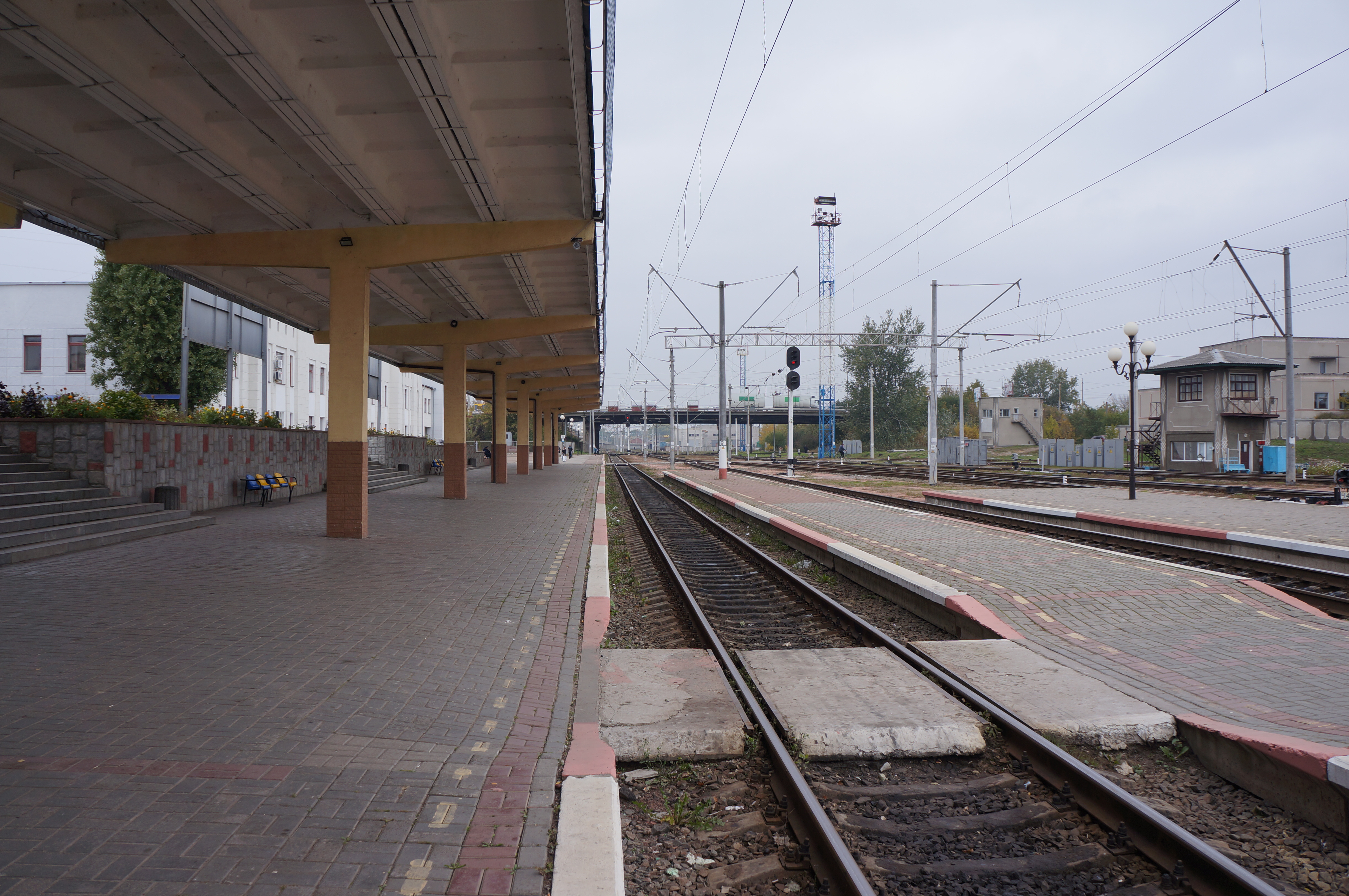
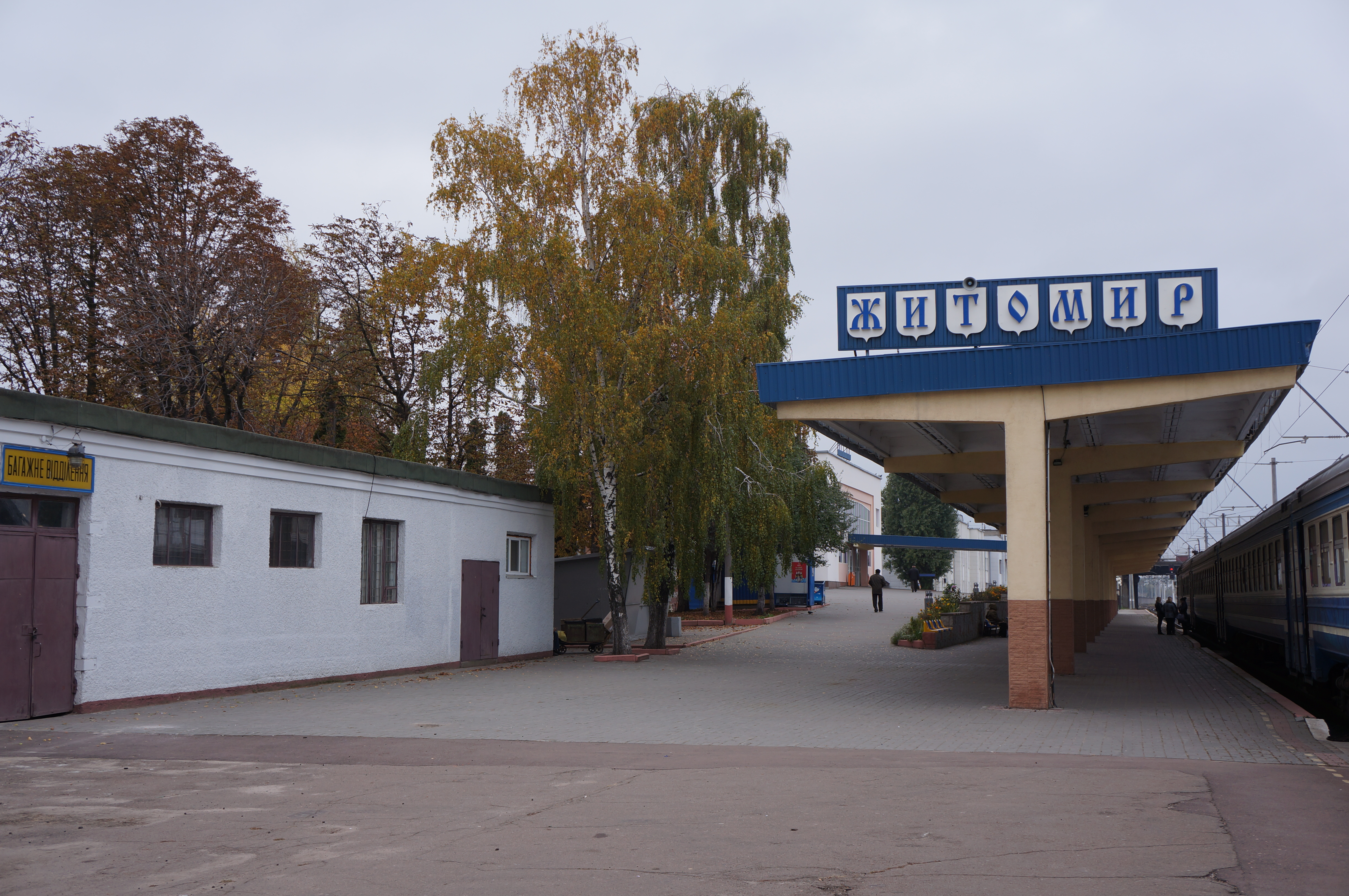

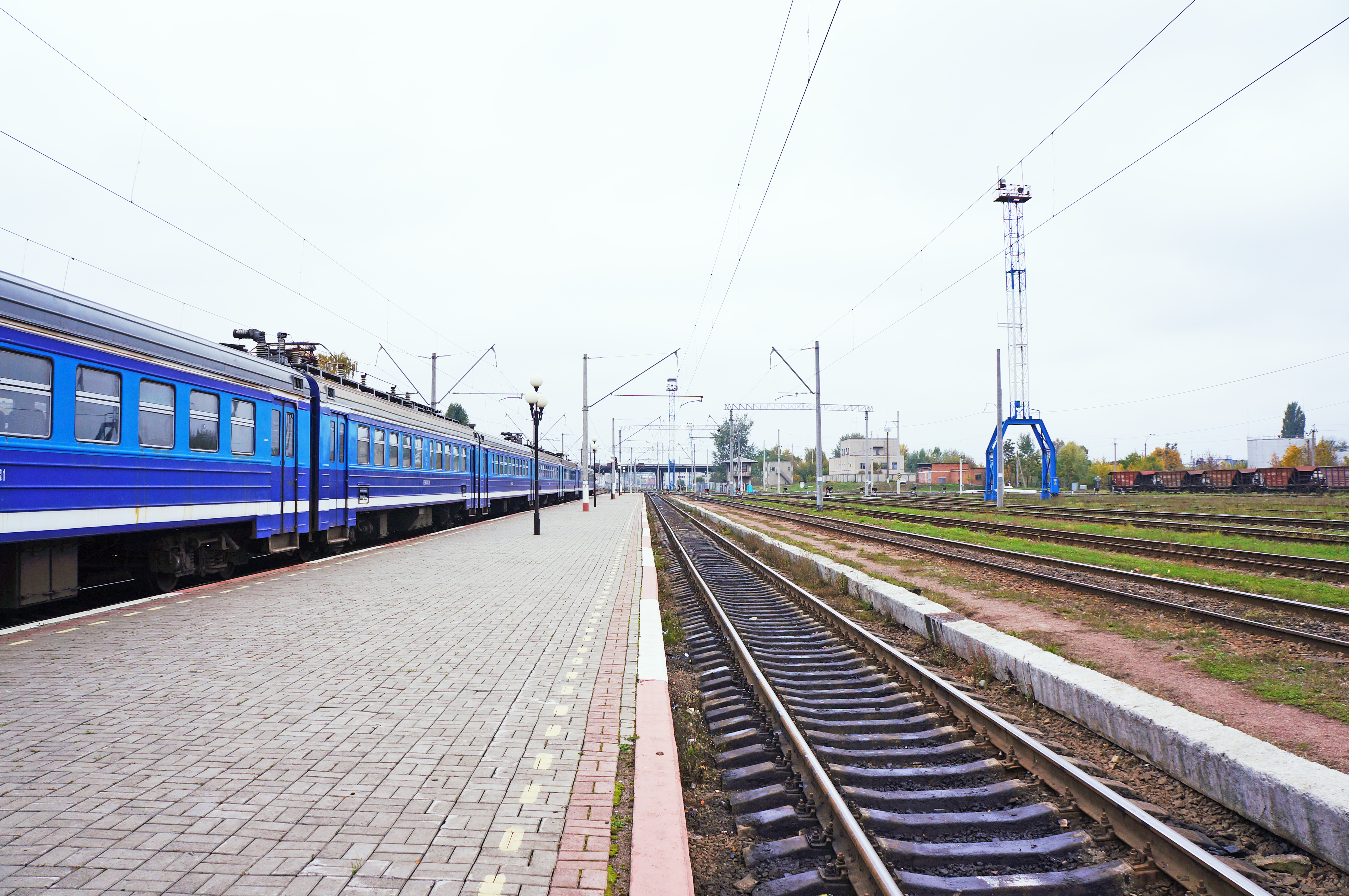
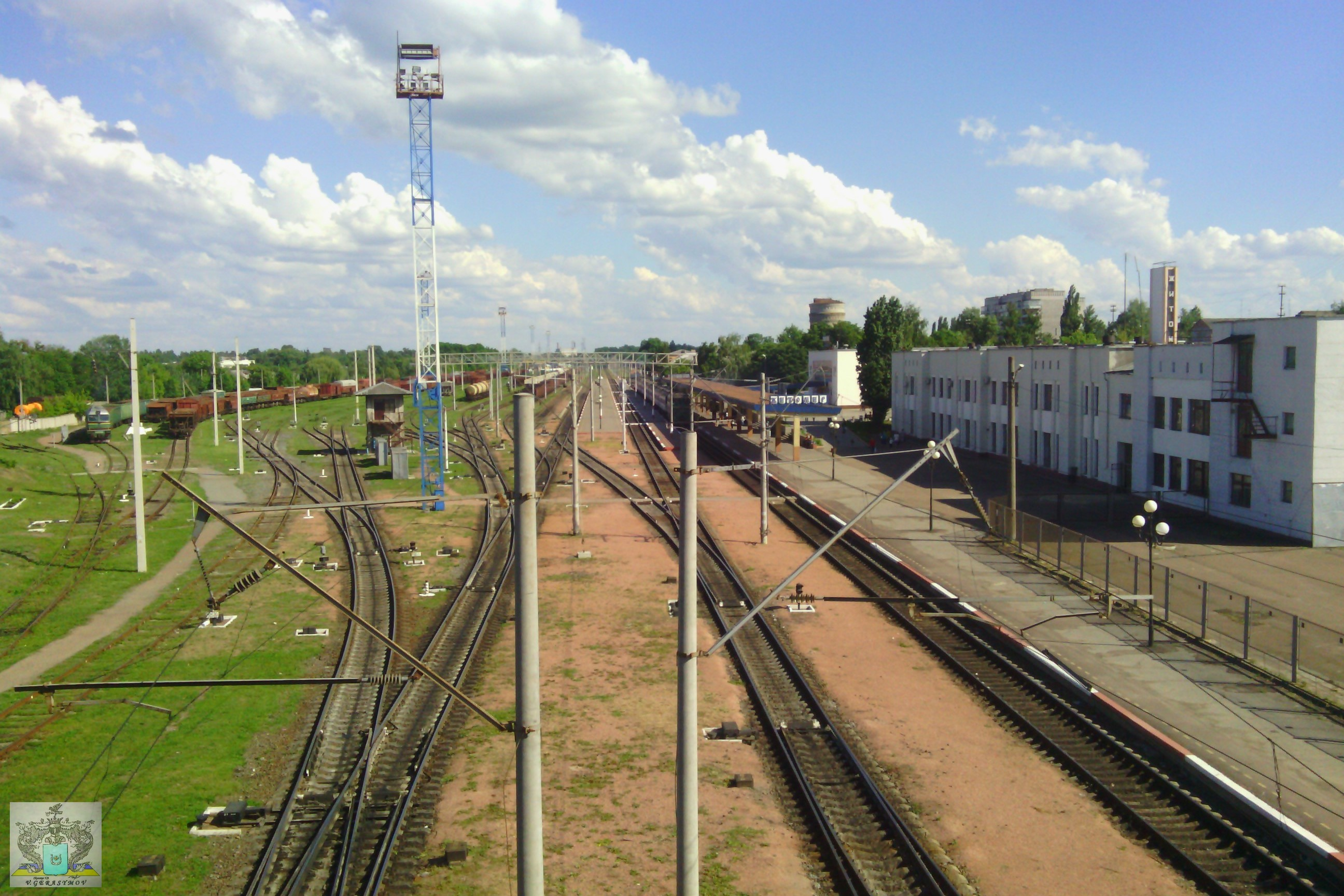
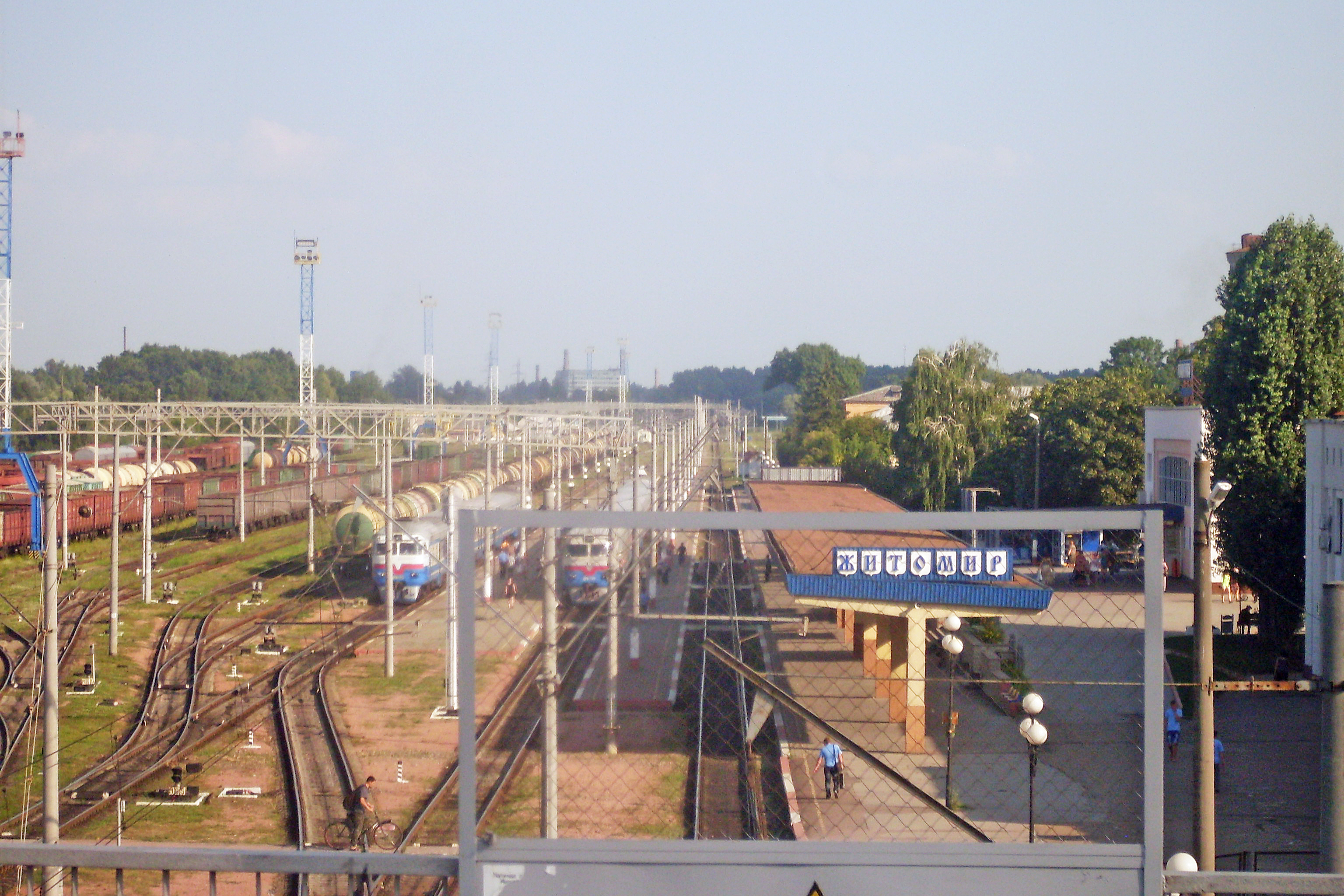